# Neocoenorrhinus aequatus
Neocoenorrhinus aequatus är en skalbaggsart som först beskrevs av Carl von Linné 1767.  Neocoenorrhinus aequatus ingår i släktet Coenorrhinus, och familjen rullvivlar. Arten är reproducerande i Sverige.